# Gladiolus italicus

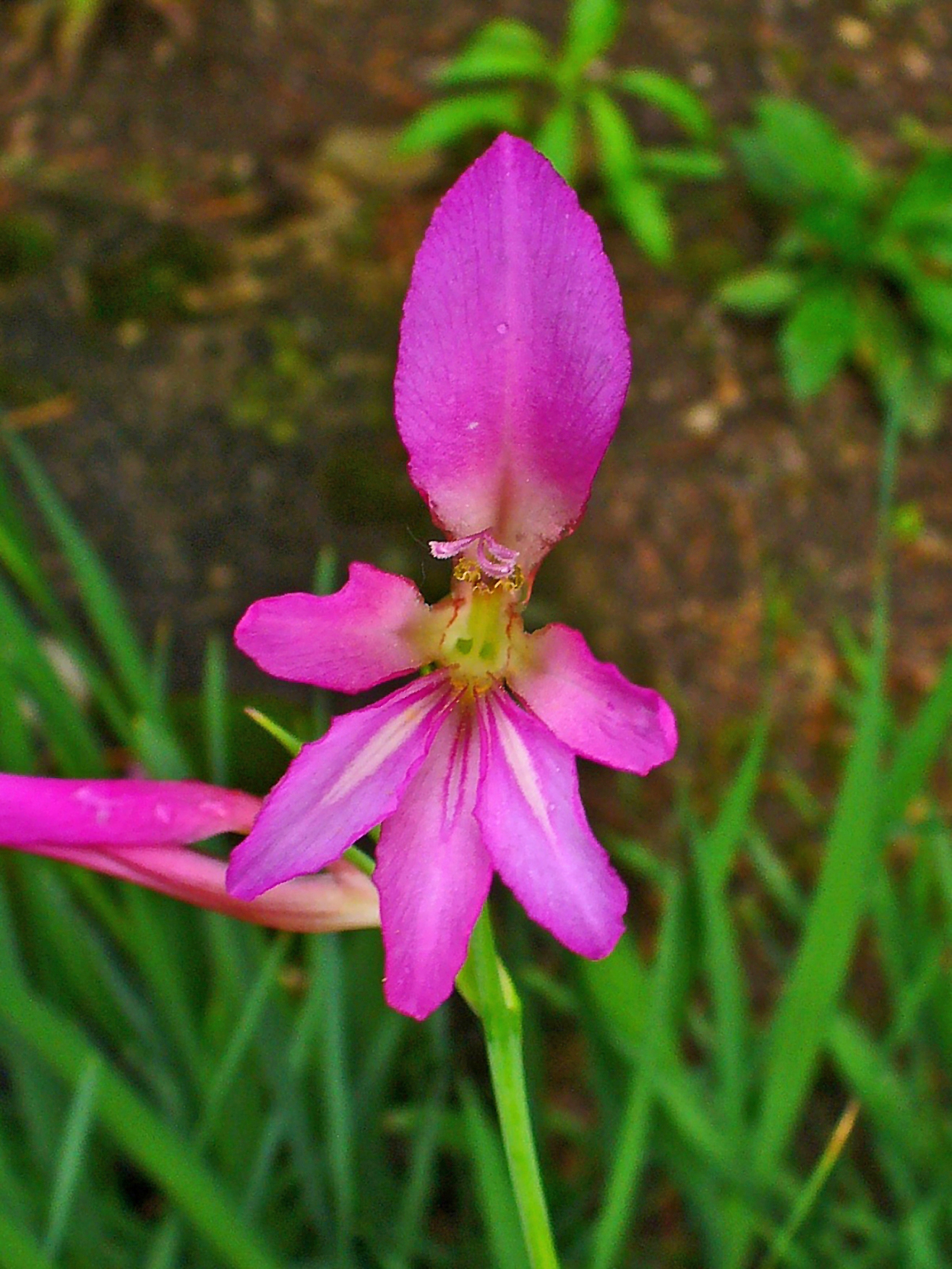
Detalle de la flor

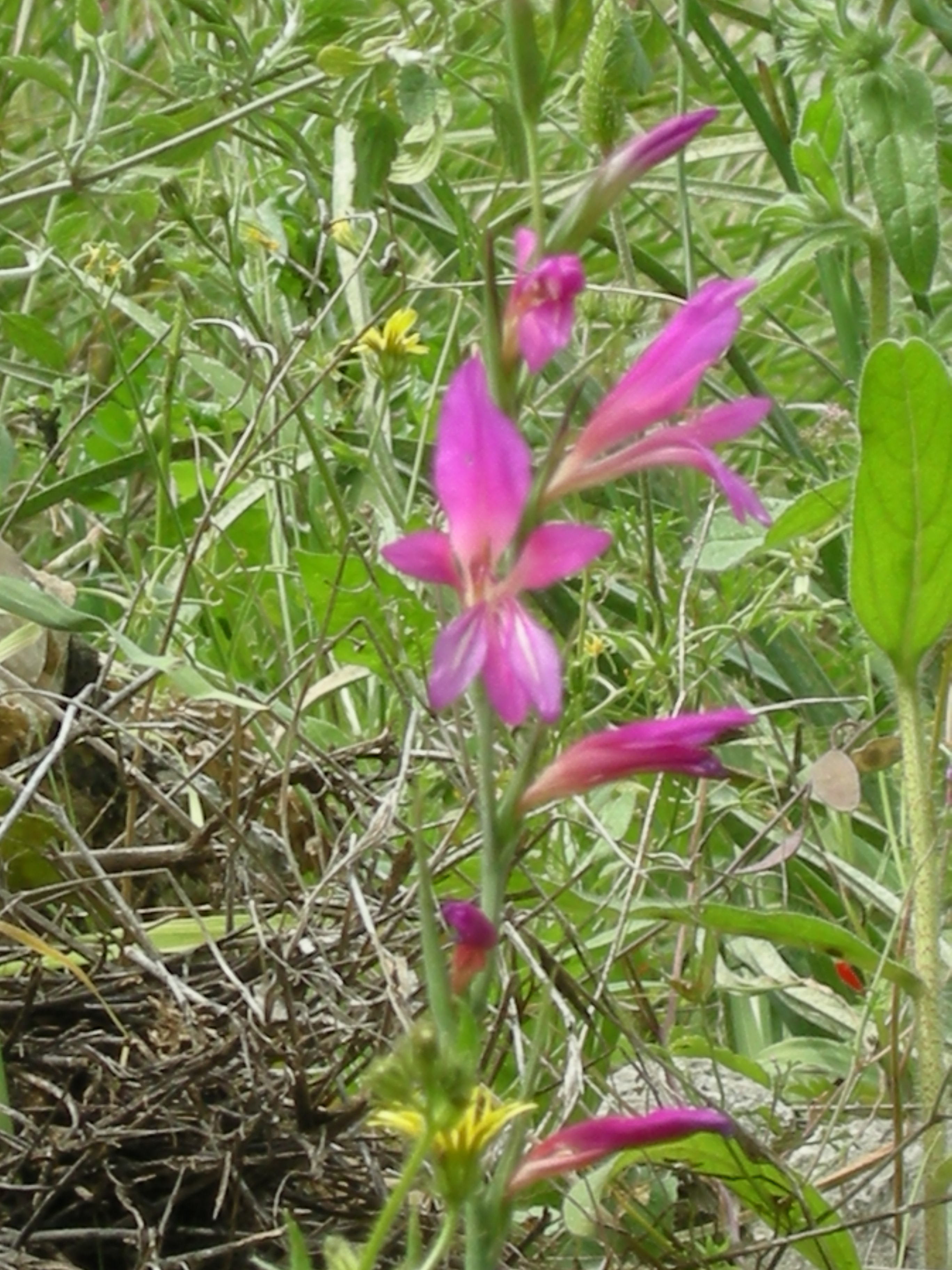
Vista de la planta en su hábitat

Gladiolus italicus es una especie de gladiolo.

## Descripción

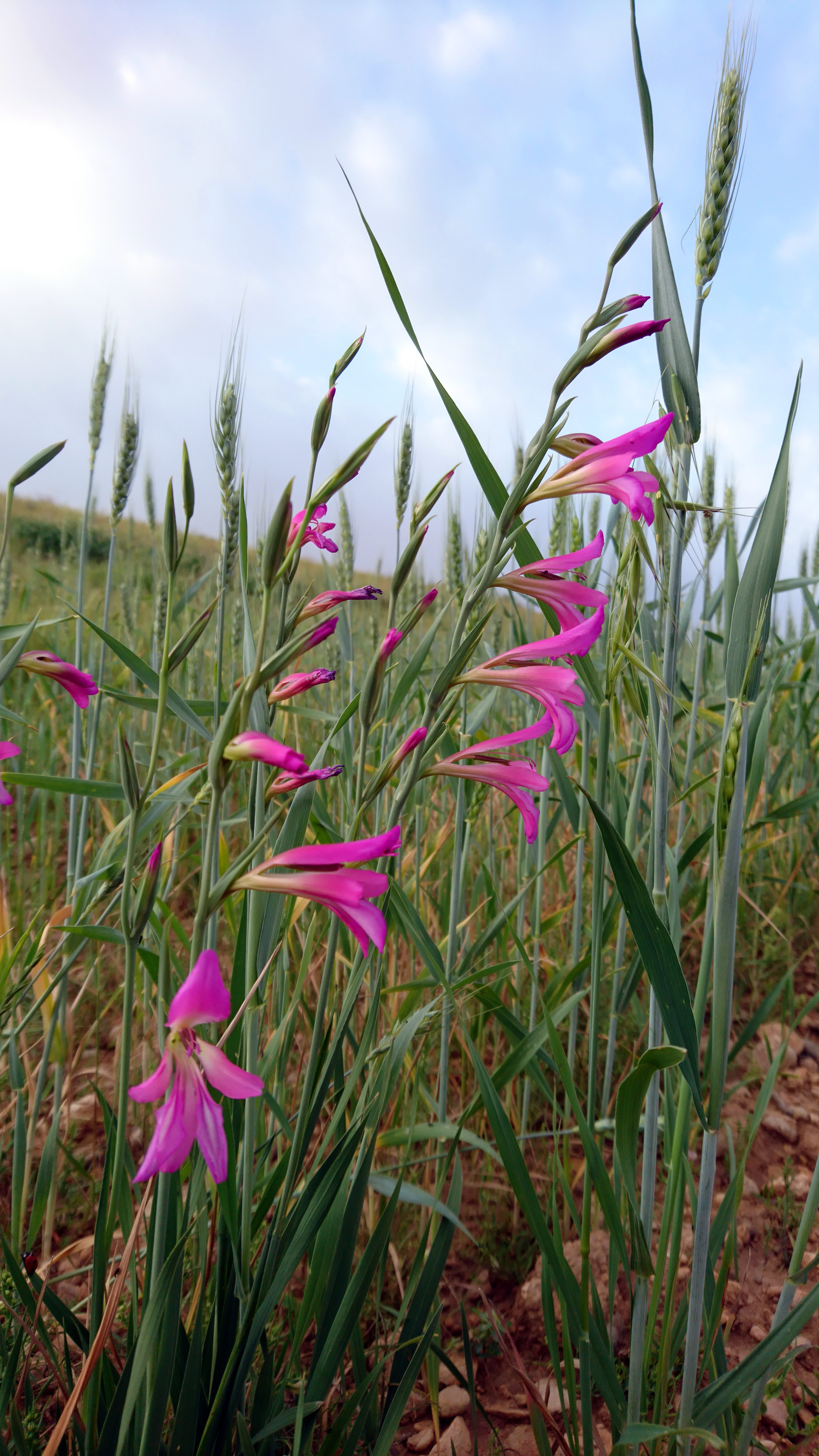
Gladiolus Italicus, Behbahan

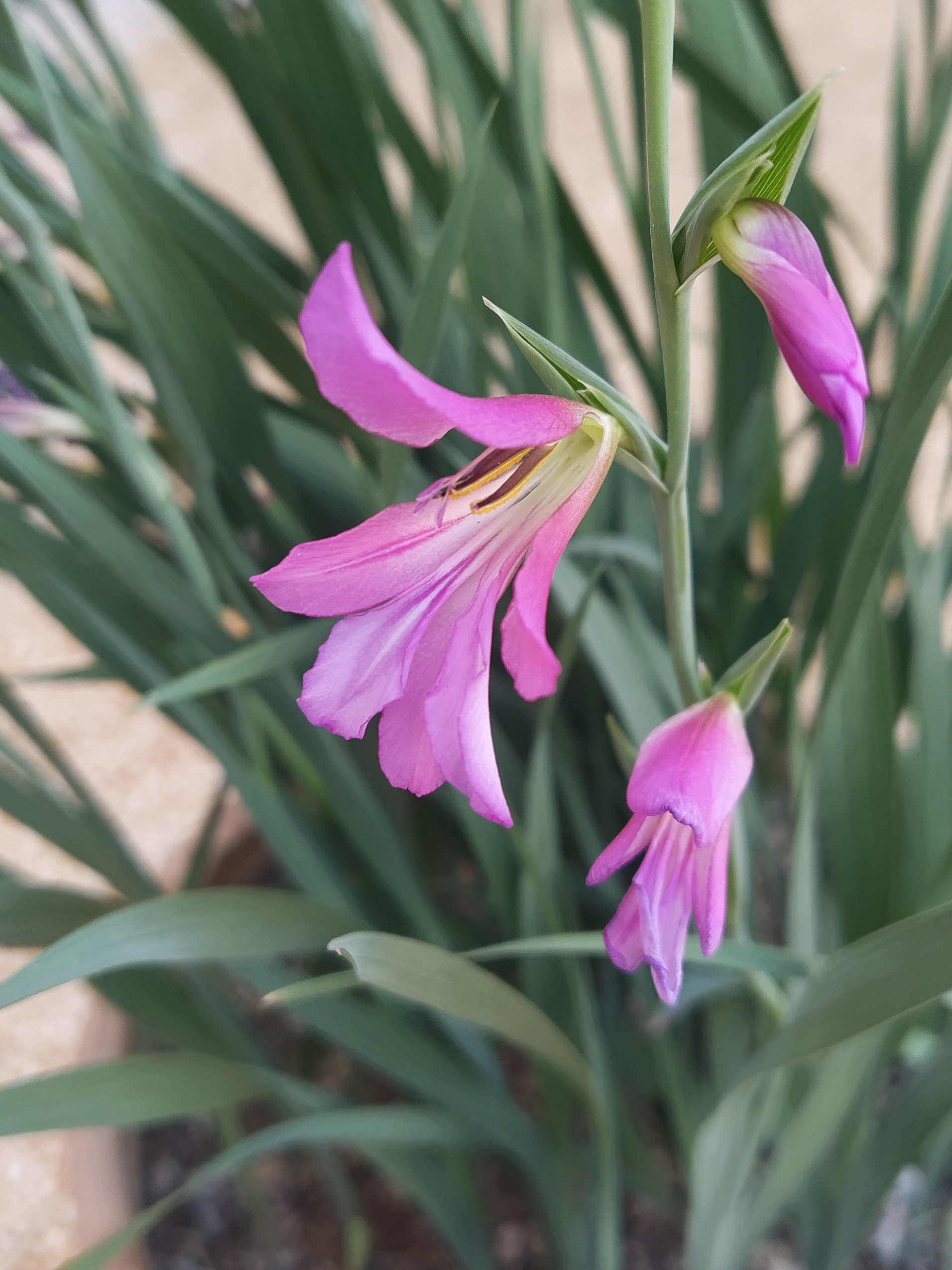
Gladiolus Italicus, Behbahan

Probablemente es nativo de gran parte de Eurasia, pero es bien conocido en otros continentes en los que es una maleza común, especialmente de los campos de cultivo y lugares de residuos. Esta flor perenne crece en un tallo erecto que alcanza un metro de altura máximo con algunas largas hojas alrededor de su base. Hacia la mitad superior del tallo, generalmente sin ramificar, tiene un pico de inflorescencia en la que aparecen las flores en los intervalos. Cada planta tiene un máximo de 15 o 16 flores. La flor es de color rosa brillante a magenta y de varios centímetros de largo, con sus estambres y el estilo que sobresalen de la garganta. El fruto es una cápsula que contiene muchas semillas de alrededor de un centímetro de largo. 

## Historia
El uso medicinal del gladiolo,  lo demuestra su presencia en la Capitulare de villis vel curtis imperii, una orden emitida por Carlomagno que reclama a sus campos para que cultiven  una serie de hierbas y condimentos incluyendo las "gladiolum" identificada actualmente como Gladiolus italicus.

## Taxonomía
Gladiolus italicus fue descrita por Philip Miller y publicado en The Gardeners Dictionary: . . . eighth edition no. 2. 1768.
Etimología
Gladiolus: nombre genérico que se atribuye a Plinio y hace referencia, por un lado, a la forma de las hojas de estas plantas, similares a la espada romana denominada "gladius". Por otro lado, también se refiere al hecho de que en la época de los romanos la flor del gladiolo se entregaba a los gladiadores que triunfaban en la batalla; por eso, la flor es el símbolo de la victoria.
italicus: epíteto geográfico que alude a su localización en Italia.
Sinonimia
- Ballosporum segetum (Ker Gawl.) Salisb.
- Gladiolus bornetii Ardoino
- Gladiolus communis subsp. inarimensis (Guss.) Nyman
- Gladiolus commutatus Bouché
- Gladiolus dalmaticus Tausch ex Rchb.
- Gladiolus dubius Parl.
- Gladiolus gawleri Jord.
- Gladiolus guepinii K.Koch
- Gladiolus inarimensis Guss.
- Gladiolus infestus Bianca
- Gladiolus leucanthus Bouché
- Gladiolus ludovicae Jan ex Bertol.
- Gladiolus pallidus Bouché
- Gladiolus paui Sennen
- Gladiolus proteiflorus G.B.Romano ex Lutati
- Gladiolus segetalis St.-Lag.
- Gladiolus segetum Ker Gawl.
- Gladiolus spathaceus Parl.
- Gladiolus tenuiflorus K.Koch
- Gladiolus turkmenorum Czerniak.
- Sphaerospora segetum (Ker Gawl.) Sweet[4][5]

## Nombre común
- Castellano: alhelí, azucena, claveles de monte, clavelicos de pastor, cresta de gallo (6), espadaña terrestre, espadilla (3), española, estoque (3), estoque de dos filos, estoque yerba, gladiolo (6), gladiolo de campo, gladiolo de entre los panas, hiacinto poético, hierba estoque (2), lirio (2), lirio de San Juan, lirio del monte, lirio morao, lirio triguero, palmillas, palmito (2), palmitos, pintauñas, yerba estoque.[6]